# Nephrolepis biserrata
Espèce
Nephrolepis biserrata est une fougère de la famille des Dryopteridaceae.